# Neundorf (Sugenheim)

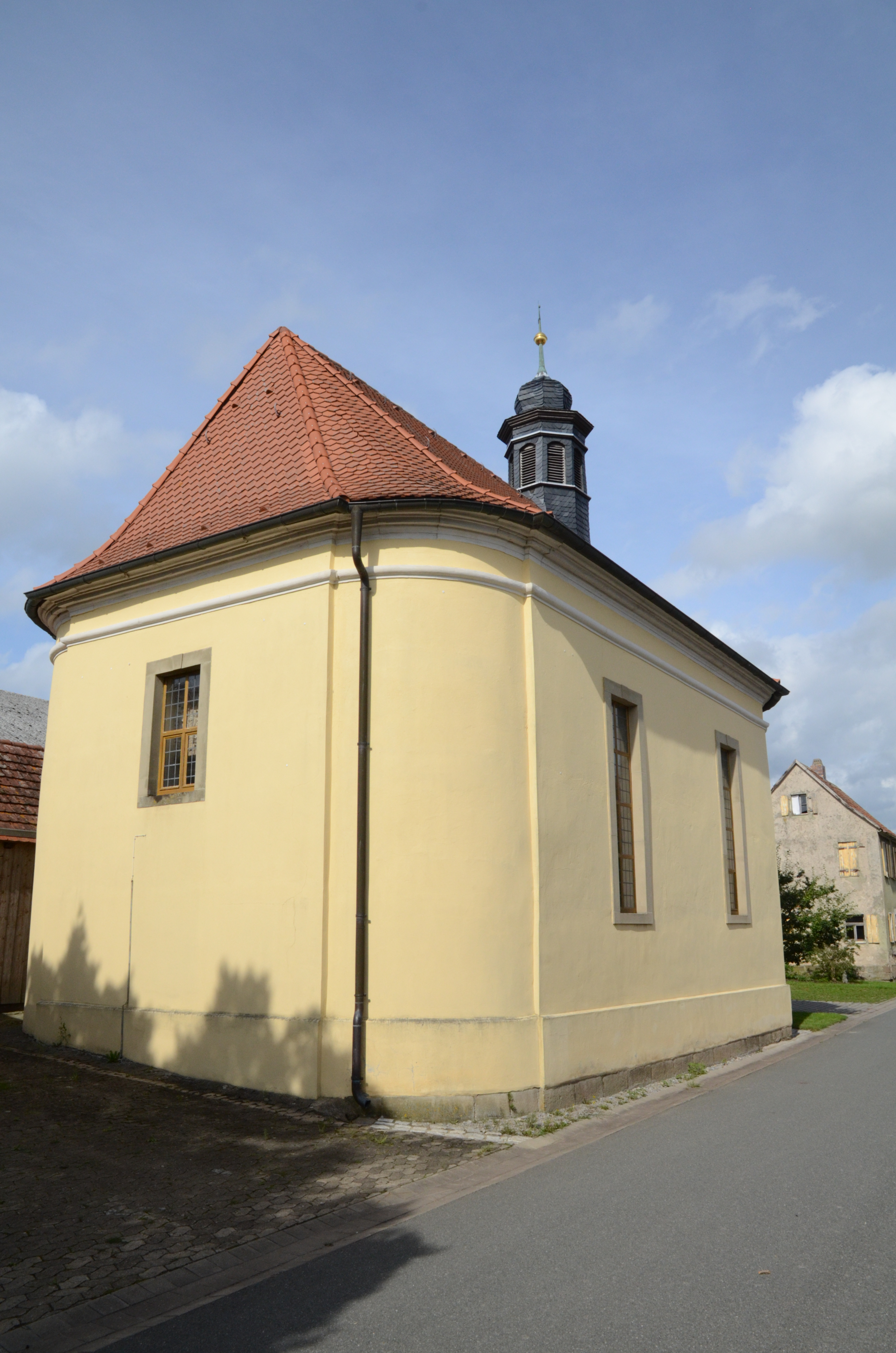
Evangelische Kirche

Neundorf  (fränkisch: Naidorf) ist ein Gemeindeteil des Marktes Sugenheim im Landkreis Neustadt an der Aisch-Bad Windsheim (Mittelfranken, Bayern). Die Gemarkung Neundorf hat eine Fläche von 3,638 km². Sie ist in 276 Flurstücke aufgeteilt, die eine durchschnittliche Fläche von 13182,34 m² haben.

## Geografische Lage
Das Kirchdorf liegt am Tiefenbach, einem linken Zufluss des Ehebachs. Im Norden erhebt sich der Kurzberg (388 m ü. NHN), im Nordwesten der Sonnenberg (398 m ü. NHN); an deren Südhängen wird Wein angebaut. Im Süden jenseits des Tiefenbachs gibt es ein größeres zusammenhängendes Waldgebiet. Eine Gemeindeverbindungsstraße führt nach Ezelheim zur Kreisstraße NEA 31 (2,6 km südlich) bzw. nach Rüdern (1,3 km östlich).

## Geschichte
Der Ort wurde im Würzburger Lehenbuch, das im Zeitraum von 1317 bis 1322 entstanden ist, als „Nuwendorf“ erstmals erwähnt. Der Ortsname bedeutet ‚zum neuen Dorf‘ und macht deutlich, dass der Ort eine späte Ausgründung ist.
Neundorf lag im Fraischbezirk des Herren von Limpurg zu Speckfeld. Gegen Ende des 18. Jahrhunderts bestand der Ort aus 15 Anwesen. Zwei Anwesen unterstanden den Herren von Frankenstein.
Im Rahmen des Gemeindeedikts (frühes 19. Jahrhundert) wurde der Steuerdistrikt Neundorf gebildet, zu dem Forsthaus gehörte. Zugleich entstand die Ruralgemeinde Neundorf, die deckungsgleich mit dem Steuerdistrikt war. Sie war in Verwaltung und Gerichtsbarkeit dem Herrschaftsgericht Markt Einersheim zugeordnet und in der Finanzverwaltung dem Rentamt Scheinfeld. Mit dem Zweiten Gemeindeedikt (1818) wurde die Gemeinde an das Landgericht Markt Bibart abgegeben, gehörte aber spätestens 1837 wieder zum Herrschaftsgericht Markt Einersheim bis zu dessen Auflösung im Jahr 1849. Anschließend war wieder das Landgericht Markt Bibart zuständig. Ab 1862 war für die Gemeinde das Bezirksamt Scheinfeld für die Verwaltung (1939 in Landkreis Scheinfeld umbenannt) und ab 1879 das Rentamt Markt Bibart für die Finanzverwaltung zuständig (1919–1929: Finanzamt Markt Bibart, von 1929 bis 1972: Finanzamt Neustadt an der Aisch, seit 1972: Finanzamt Uffenheim). Die Gerichtsbarkeit blieb bis 1879 beim Landgericht Markt Bibart, von 1880 bis 1973 war das Amtsgericht Scheinfeld zuständig, seitdem ist es das Amtsgericht Neustadt an der Aisch. 1964 hatte die Gemeinde eine Gebietsfläche von 3,675 km². Am 1. Januar 1972 wurde Neundorf im Zuge der Gebietsreform in Bayern nach Sugenheim eingemeindet.

### Baudenkmäler
- Evangelische Kirche[15]

ehemaliges Baudenkmal
- Haus Nr. 13: Erdgeschossiges Wohnstallhaus, im Türsturz bezeichnet „18.I.G.F.F.W.38“. Verputzter Massivbau von drei zu sechs Achsen, Quadersockel, Fachwerkgiebel.[16]

### Einwohnerentwicklung
Gemeinde Neundorf
| Jahr      | 1818  | 1840   | 1852   | 1855   | 1861   | 1867   | 1871   | 1875   | 1880   | 1885   | 1890   | 1895   | 1900   | 1905   | 1910   | 1919   | 1925   | 1933   | 1939   | 1946   | 1950   | 1952   | 1961   | 1970   |
| Einwohner | 120   | 79     | 118    | 121    | 121    | 118    | 124    | 117    | 120    | 127    | 126    | 130    | 127    | 117    | 112    | 121    | 110    | 101    | 96     | 180    | 139    | 125    | 114    | 101    |
| Häuser    | 24    | 19     |        |        |        |        | 20     |        |        | 22     | 21     |        | 21     |        |        |        | 22     |        |        |        | 20     |        | 23     |        |
| Quelle    | [ 9 ] | [ 18 ] | [ 19 ] | [ 19 ] | [ 20 ] | [ 21 ] | [ 22 ] | [ 23 ] | [ 24 ] | [ 25 ] | [ 26 ] | [ 19 ] | [ 27 ] | [ 19 ] | [ 28 ] | [ 19 ] | [ 29 ] | [ 19 ] | [ 19 ] | [ 19 ] | [ 30 ] | [ 19 ] | [ 12 ] | [ 31 ] |

Ort Neundorf
| Jahr      | 001818 | 001836 | 001840 | 001861 | 001871 | 001885 | 001900 | 001925 | 001950 | 001961 | 001970 | 001987 |
| Einwohner | 115    | 86     | 79     | *121   | 104    | 114    | 106    | 97     | 130    | 104    | 98     | 78     |
| Häuser    | 23     | 16     | 19     |        |        | 19     | 19     | 20     | 19     | 21     |        | 22     |
| Quelle    | [ 9 ]  | [ 32 ] | [ 18 ] | [ 20 ] | [ 22 ] | [ 25 ] | [ 27 ] | [ 29 ] | [ 30 ] | [ 12 ] | [ 31 ] | [ 2 ]  |

## Religion
Neundorf ist seit der Reformation evangelisch-lutherisch geprägt und war ursprünglich nach St. Erhard (Sugenheim) gepfarrt. 1734 wurde die Pfarrei Neundorf geschaffen; mittlerweile bildet sie mit Sugenheim eine Pfarrgemeinde.